# Azygocera picturata
Azygocera picturata là một loài bọ cánh cứng trong họ Cerambycidae.